# Afrocalathea rhizantha
Afrocalathea rhizantha là một loài thực vật có hoa trong họ Marantaceae. Loài này được (K.Schum.) K.Schum. mô tả khoa học đầu tiên năm 1902.